# David Bruno
David Bruno dos Santos Besteiro, mais conhecido como David Bruno, é um artista musical português, oriundo de Gaia. A sua música destaca-se pela criação de obras com forte cariz narrativo, inspiradas em determinados contextos da cultura popular portuguesa, com particular incidência nas regiões do Grande Porto e Douro Litoral. É, ainda, metade da dupla Conjunto Corona, onde assume a figura de produtor.

## Biografia

### Início: os primeiros álbuns e a consolidação de Corona (2012-2016)
David Bruno gostou de música desde criança, em parte fruto da influência do seu pai, que colecionava discos. À medida que ouviam música juntos, David foi ganhando interesse pela cultura do sampling, algo que se intensificou graças ao seu gosto crescente por hip-hop.
Lançou os primeiros trabalhos, [Retro]activo e [Beat]terapia, de forma independente em 2012, assinando como dB. Desse primeiro álbum saiu "Onde está Gaiolin?", mais tarde utilizado por PZ como instrumental do single "Cara de Chewbacca".
David Bruno acabou por ser alistado nas fileiras da editora Meifumado enquanto metade de Conjunto Corona, ao lado do rapper Logos. O projeto satírico, criado à volta da personagem fictícia Corona, acabou por servir de trampolim para a profissionalização de David Bruno na música. Lo-Fi Hipster Sheat e Lo-Fi Hipster Trip saíram em 2014 e 2015, respetivamente, conquistando alguma atenção por parte de meios especializados. No entanto, o culminar de anos ininterruptos de edições Corona chegou em 2016, com Cimo de Vila Velvet Cantina, que entrou nalgumas listas de melhores álbuns portugueses do ano, como a do Rimas & Batidas ou a do radialista Bruno Martins para a Antena 3.
Em 2016, dB regressou aos trabalhos a solo com 4400 OG. Editado pela Biruta Records, o álbum é uma homenagem à cidade de Gaia.

### David Bruno, olheiro da portugalidade (2018 - 2023)
Em 2018, voltou a ser um ano de dobradinha para o gaiense. Se, por um lado, marcou o regresso de Corona aos álbuns, com Santa Rita Lifestyle, por outro, determinou a transição definitiva de dB em David Bruno. Trocado o pseudónimo minimalista pelo nome próprio, o músico revelou-se com a edição de O Último Tango em Mafamude, pela 1980LYFERS. Fortemente influenciado pela canção romântica de artistas portugueses, nomeadamente Marante e Toy, o álbum de fusão instrumental com toques de hip-hop era uma ode ao universo suburbano portuense, com epicentro em Mafamude.
Em outubro, a editora portuense colocou no YouTube a sua passagem pelo ZigurFest. O músico revelou que a publicação do concerto dado no Teatro Ribeiro Conceição, em Lamego, era o cumprir de um sonho, considerando-o o seu primeiro álbum ao vivo.  Ainda nesse ano, produziu GLDNSHWR, álbum do algarvio Real Punch, saído pelo selo da Kimahera.
Inspirado na história de Adriano Malheiro, fictício caloteiro e construtor civil da década de 1980 em Miramar, David Bruno aproveitou 2019 para lançar Miramar Confidencial. Além do registo sonoro, a narrativa também chegou ao público em formato vídeo-álbum.
A incorporação de paisagens portuguesas na sua música manteve-se no trabalho subsequente, embora mudando de cenário. Em 2020, Figueira de Castelo Rodrigo e a zona raiana de Vilar Formoso, zona de origem dos avós de David Bruno, protagonizaram o seu álbum Raiashopping.
A veia arrebatada de David Bruno voltou a pulsar no ano seguinte, numa parceria com Mike El Nite. Os músicos já tinham colaborado em "Interveniente Acidental", single de Miramar Confidencial, mas desta vez assumiram um compromisso mais profundo, transformando-se na dupla David & Miguel. Juntos editaram Palavras Cruzadas, uma homenagem ao romance português: humilde, de baixo investimento financeiro, mas inflamado de paixão.

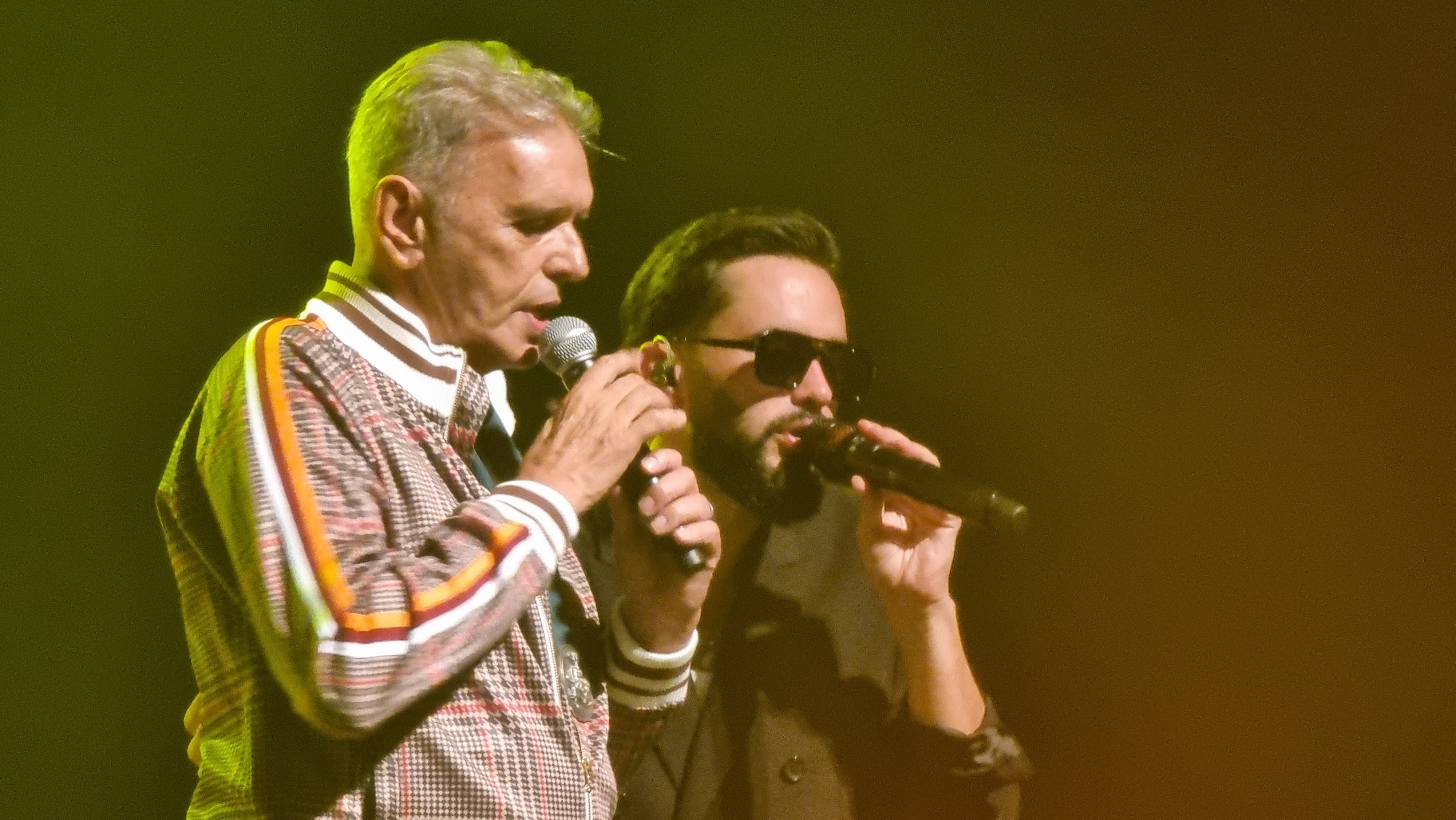
David Bruno no seu último concerto, no Coliseu do Porto, a 7 de setembro de 2023. Em primeiro plano está Rui Reininho, que atuou como convidado para interpretar a canção "Tema de Sequeira".

De volta ao berço, o músico voltou a explorar o formato longa-duração, delineando uma áudio-novela ao invés do tradicional álbum. Editado em 2022, Sangue & Mármore reposicionou David Bruno no concelho de Gaia, num enredo de crime, mistério e paixão, com passagens pelo Zoo de Santo Inácio, em Avintes, e participações de Rui Reininho e Gisela João.
Em junho de 2023, David Bruno anunciou que faria uma "pausa prolongada" na carreira musical, após um último concerto no Coliseu do Porto.
Em 16 de julho de 2023, estreou o talk-show da RTP Nunca É Tarde - emitido, através da televisão linear, na RTP1, no qual David Bruno participa.

### Lançamento de "Paradise Village" e o regresso aos palcos
Em 8 de novembro de 2024, David Bruno lançou o seu novo álbum, entitulado de "Paradise Village". O álbum afirma-se como uma dedicatória à localidade de Vilar do Paraíso.  O seu regresso aos palcos foi assinalado com um concerto de entrada gratuita no centro comercial "Gaiashopping".
Em 14 de Junho de 2024, foi parte do alinhamento do Primavera Sound 2025.

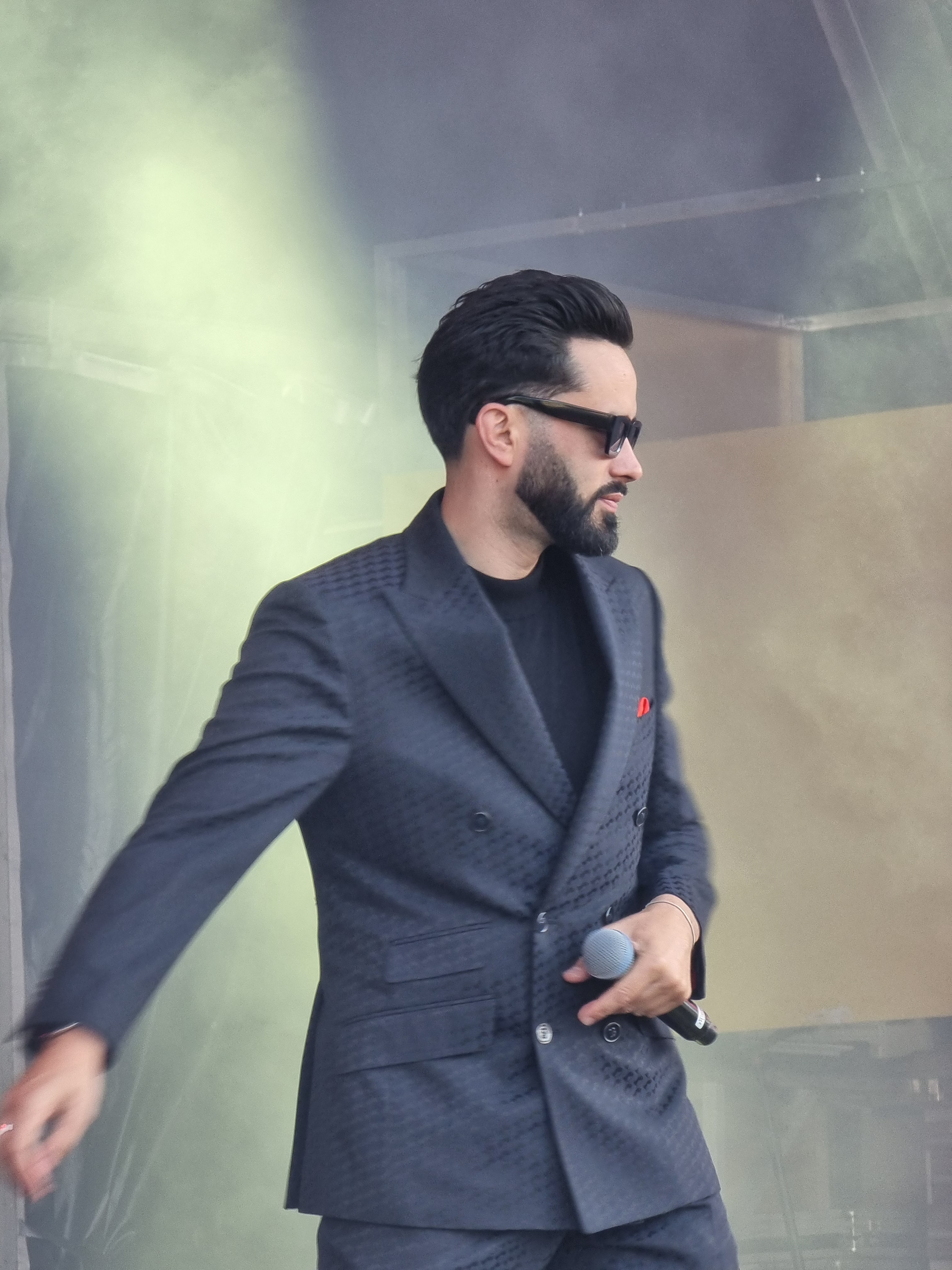
David Bruno no Primavera Sound 2025

## Prémios e reconhecimento
Em 2019, o vídeo de "Mesa para dois no Carpa", realizado por Francisco Lobo, venceu a competição de vídeos musicais no Curtas Vila do Conde – Festival Internacional de Cinema.
Em 2020, foi agraciado com a Medalha de Mérito Cultural e Recreativo da Junta de Freguesia de Mafamude e Vilar do Paraíso, sua terra-natal.
David Bruno foi um dos cinco nomeados para a categoria de Melhor Intérprete da edição de 2023 dos Globos de Ouro.

## Discografia

### A solo

#### enquanto dB
- [Beat]terapia (edição independente, 2012)
- [Retro]activo (edição independente, 2012)
- Black Cobra (edição independente, 2014)
- 4400 OG (Biruta Records, 2016)

#### enquanto David Bruno
- O Último Tango em Mafamude (1980, 2018)
- Miramar Confidencial (edição independente, 2019)
- Raiashopping (edição independente, 2020)
- Sangue & Mármore (edição independente, 2022)
- Paradise Village (2024)

### Colaborações

#### enquanto Conjunto Corona
- Lo-Fi Hipster Sheat (Meifumado, 2014)
- Lo-Fi Hipster Trip (Meifumado, 2015)
- Cimo de Vila Velvet Cantina (Meifumado, 2016)
- Santa Rita Lifestyle (Meifumado, 2018)
- G de Gandim (edição independente, 2021)

#### enquanto David & Miguel, com Mike El Nite
- Palavras Cruzadas (edição independente, 2021)